# Mátramindszent megállóhely
Mátramindszent megállóhely egy megszűnt Nógrád vármegyei vasúti megállóhely, melyet a MÁV üzemeltetett Mátramindszent településen.
A község északnyugati határában, a központtól körülbelül 2 kilométerre található, közúti megközelítését a 24 111-es számú mellékútból Szuha külterületén kiágazó, kevesebb, mint 300 méter hosszú, 24 306-os számú mellékút biztosítja.

## Vasútvonalak
A Kisterenye–Kál-Kápolna-vasútvonal egyik állomása volt, személyvonat utoljára 2007. március 3-án közlekedett. Itt volt a Mátramindszent–Mátranovák–Homokterenye-vasútvonal végállomása is, e vonalon viszont már 1994 óta nincs személyforgalom, s 1995 tavaszán a teherforgalom is megszűnt.

## Kapcsolódó állomások
A vasútállomáshoz az alábbi állomások vannak a legközelebb:
- Mátraballa megállóhely
- Nemti megállóhely